# Edrissa Sonko
Edrissa 'Mr. Sunshine' Sonko (Essau, 23 maart 1980) is een Gambiaanse profvoetballer die anno 2010 onder contract staat bij APEP Pitsilia en voornamelijk als aanvaller actief is.
Zijn profcarrière begon toen hij vanuit Gambia naar België werd gehaald waar hij ging spelen bij RSC Anderlecht. Later, in 2000 maakte hij de overstap naar Nederland en werd aanvaller bij Roda JC uit Kerkrade. Na een kort avontuur in Griekenland versleet Sonko enkele Engelse ploegen. In 2010 trok hij naar Cyprus waar hij tekende bij APEP Pitsilia.